# Connell (Washington)
Connell je grad u američkoj saveznoj državi Washington. Prema popisu stanovništva iz 2010. u njemu je živjelo 4.209 stanovnika.